# All Dirt Roads Taste of Salt
All Dirt Roads Taste of Salt ist ein Filmdrama von Raven Jackson, das im Januar 2023 beim Sundance Film Festival seine Premiere feierte und Anfang November 2023 in die US-Kinos kam.

## Handlung
Über mehrere Jahrzehnte hinweg wird das Leben der Afroamerikanerin Mack in Mississippi porträtiert. Der Film begleitet sie von der Kindheit bis ins Erwachsenenalter.
In den 1970er Jahren brachte Jesaja seiner kleinen Tochter Mack bei, wie man im Fluss Fische fängt. Ihre Mutter zeigte ihr, wie man diese häutet.

## Produktion

### Filmstab

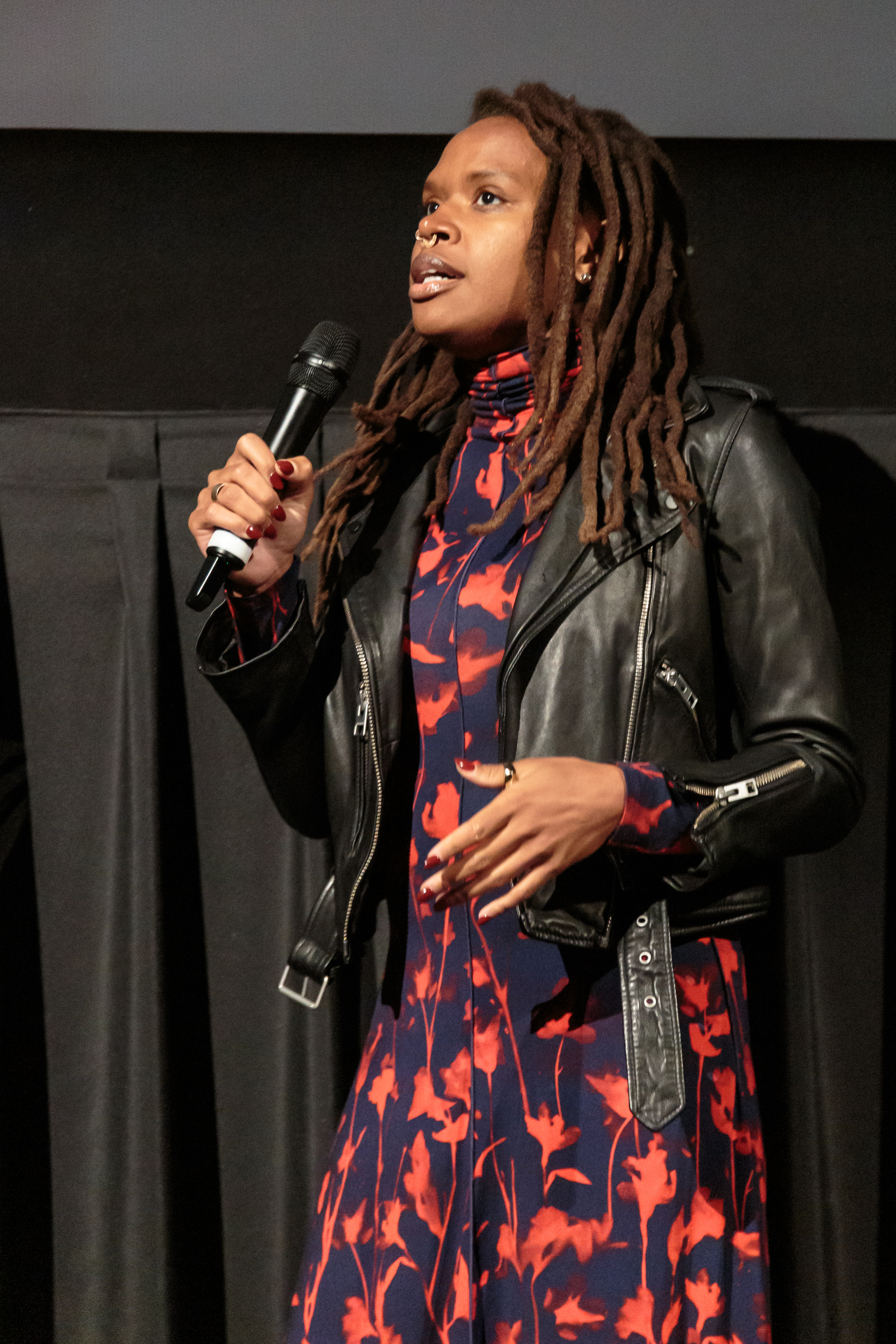
Regisseurin Raven Jackson

Regie führte Raven Jackson, die auch das Drehbuch schrieb. Es handelt sich um das Spielfilmdebüt der aus Tennessee stammenden Filmemacherin, Lyrikerin und Fotografin. Ihre Kurzfilme Nettles und A Guide to Breathing Underwater wurden auf dem Criterion Channel gestreamt. In ihrer Arbeit erforscht sie oft undefinierbare Erfahrungen und Emotionen sowie die Beziehung des Körpers zur Natur. Für All Dirt Roads Taste of Salt arbeitete sie mit den Produzenten Barry Jenkins, Adele Romanski, Maria Altamirano und Mark Ceryak und den Produktionsunternehmen Pastel und A24 zusammen und wurde bei ihrer Arbeit von Cinereach, SFFILM, Gotham, Film Independent, dem Tribeca Film Institute, der New Orleans Film Society, der Kenneth Rainin Foundation und der Westridge Foundation unterstützt.
Über die starke Beziehung ihrer Protagonistin zum Regen erklärte Jackson, dieser erinnere sie an ihre Mutter, die starb, als sie noch ein Kind war. Der Wasserkreislauf des Regens sei ein Bild, auf das sie oft zurückkomme: „Wie Regen seine Form verändert, erinnert mich daran, wie Energie seine Form verändert.“ Eine Figur zu entwickeln, die als Kind Regen getrunken hat und sich als Erwachsene über diesen emotional mit ihrer Mutter verbindet, habe etwas sehr Nachhallendes, so die Regisseurin.

### Besetzung und Dreharbeiten
Im Alter von Anfang 30 wird Mack von Charleen McClure gespielt. Es handelt sich um ihre erste Filmrolle überhaupt. Als Kind wird Mack von Kaylee Nicole Johnson verkörpert. Sheila Atim spielt in dieser Zeit ihre Mutter und Jayah Henry ihre Schwester Josie. Als Erwachsene ist Moses Ingram in der Rolle von Josie zu sehen. Reginald Helms Jr. spielt Wood, einen Jungen aus der Gegend, mit dem Mack eine Romanze beginnt. Chris Chalk spielt ihren Vater Isaiah.
Als Kameramann fungierte Jomo Fray, der zuvor für das Filmdrama Selah and the Spades von Tayarisha Poe, den LGTB-Film Port Authority von Danielle Lessovitz, das Liebesdrama No Future von Andrew Irvine und Mark Smoot und das Filmdrama Runner von Marian Mathias tätig war. Mit ihm hatte Jackson bereits ihren Kurzfilm Nettles gedreht.

### Veröffentlichung
Der Film feierte am 22. Januar 2023 beim Sundance Film Festival seine Premiere. Ende September 2023 wird All Dirt Roads Taste of Salt beim San Sebastian International Film Festival gezeigt. Im Oktober 2023 wird der Film beim New York Film Festival, beim London Film Festival und beim Chicago International Film Festival vorgestellt. Am 3. November 2023 kam er in ausgewählte US-Kinos. An diesem Tag wurde er auch beim AFI Fest gezeigt. Im August 2024 wird er beim Melbourne International Film Festival vorgestellt.

## Rezeption

### Kritiken
In einer Kritikerumfrage des Online-Filmmagazins IndieWire nach dem Sundance Film Festival landete der Film auf dem zehnten Platz. Von den bei Rotten Tomatoes aufgeführten Kritiken sind 90 Prozent positiv bei einer durchschnittlichen Bewertung mit 7,6 von 10 möglichen Punkten. Auf Metacritic erhielt der Film einen Metascore von 86 von 100 möglichen Punkten.

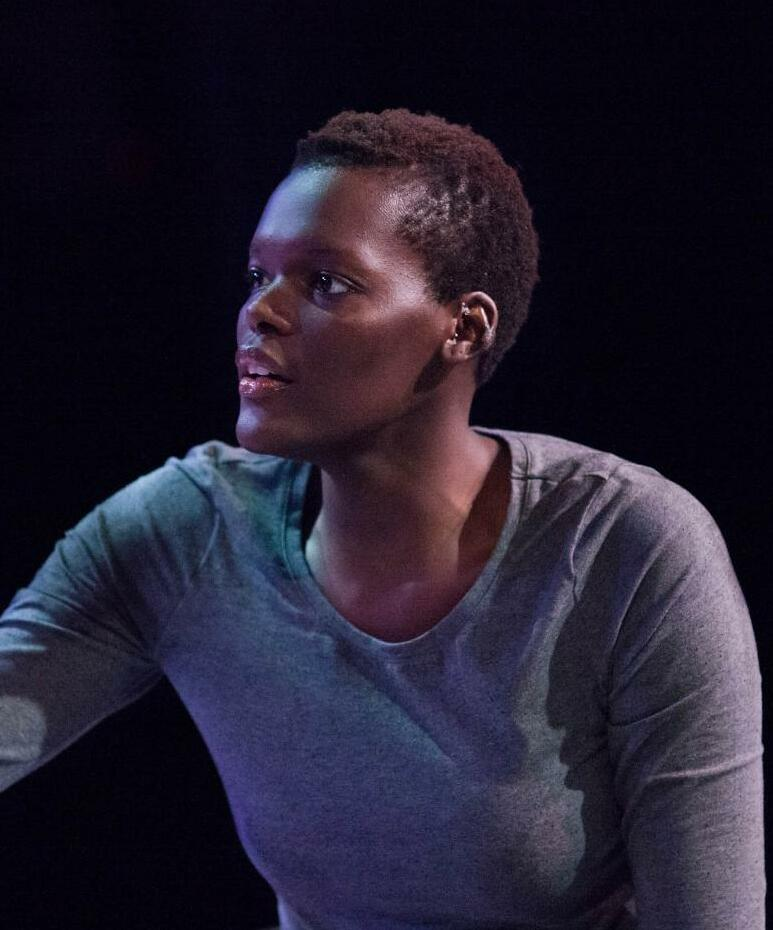
Sheila Atim spielt Macks Mutter, die ihr zeigt, wie man Welse häutet

Robert Daniels von The Playlist schreibt, Raven Jacksons Film widersetze sich der einfachen Erzählform und dem üblichen Coming-of-Age-Rahmen. Stattdessen erinnere ihr Stil des nichtlinearen Geschichtenerzählens und die Verwendung von wenigen, jedoch bedeutungsvollen Dialogen an Terrence Malicks The Tree of Life. Immer wieder verwende sie das Bild des Welses, der eng mit seiner Umwelt verbunden bis zum Regen im Schlamm auf dem Grund des Flusses verhaart und nach Nahrungs sucht und damit auch an Macks eindrücklichsten Erinnerungen an ihre Mutter, die ihre zeigte, wie man einen Wels häutet, eine Sache, die Mack an ihre Tochter Lilly weitergibt. Dinge wie diese fühlten sich einzeln betrachtet unbedeutend an, eine größere Bedeutung erschließe sich jedoch später, was das poetische Filmemachen könne und auch dürfe.
Carlos Aguilar von The Wrap schreibt, körperliche Berührungen und sanftes Streicheln seien eines der wiederkehrenden und auffälligsten Motive von Jackson, und die Zahl der Hände, die man im Film sieht, sei höher als die der Gesichter. Unsere Hände ermöglichten es uns, verschiedenste Verbindung einzugehen, so beim Halten eines Baby, um Trost zu spenden, Wünsche auszudrücken oder einem Anderen zu zeigen, wie man sich fühlt, ohne es sagen zu müssen. Durch ihre dezenten Meditationen über das Leben in all seinen bescheidenen Momenten mache Jackson aus All Dirt Roads Taste of Salt ein monumentales Werk von hinreißender Poesie.

### Auszeichnungen
Im IndieWire Critics Poll des Jahres 2023 landete All Dirt Roads Taste of Salt unter den Erstlingsfilmen auf dem zweiten Platz. Im Folgenden weitere Auszeichnungen und Nominierungen.
Bergen International Film Festival 2023
- Auszeichnung als Best International Fiction Film (Raven Jackson)[21]

Black Reel Awards 2024
- Nominierung als Bester Independentfilm (Raven Jackson)
- Nominierung als Beste Nachwuchsregisseurin (Raven Jackson)
- Nominierung für das Beste Debütdrehbuch (Raven Jackson)
- Auszeichnung für die Beste Kamera (Jomo Fray)[22]

Chicago Film Critics Association Awards 2023
- Nominierung als Vielversprechendster Filmemacher (Raven Jackson)
- Nominierung für den Besten Schnitt (Lee Chatametikool)

Chicago International Film Festival 2023
- Nominierung im Internationalen Wettbewerb[13]

Film Fest Gent 2023
- Nominierung als Bester Film für den Grand Prix (Raven Jackson)[23]

Gotham Awards 2023
- Nominierung für den Breakthrough Director Award (Raven Jackson)

Independent Spirit Awards 2024
- Nominierung als Bester Debütfilm
- Nominierung für die Beste Kamera[24]

Internationales Filmfestival Thessaloniki 2023
- Auszeichnung mit dem Silbernen Alexander im Film Forward Competition[25]

Montclair Film Festival 2023
- Auszeichnung mit dem Breakthrough Director & Writer Award (Raven Jackson)[26]

National Board of Review Awards 2023
- Aufnahme in die „Top-Ten-Independentfilme“[27]

Online Film Critics Society Awards 2024
- Nominierung als Bester Debütfilm (Raven Jackson)[28]

San Sebastian International Film Festival 2023
- Nominierung im Wettbewerb um die Goldene Muschel
- Lobende Erwähnung beim RTVE-Another Look Award[29][30]

Sundance Film Festival 2023
- Nominierung im U.S. Dramatic Competition (Raven Jackson)